# Háled Aszaád
Háled Mohammed al-Aszaád, (arab betűkkel: خالد الأسعد), (Tadmur, 1934. január 1. – Tadmur, 2015. augusztus 18.), továbbiakban: Háled Aszaád, Szíria főrégésze, az UNESCO világörökség egyik ősi városa, Palmüra ásatásainak legnagyobb szaktekintélye, az Iszlám Állam nevű terrorszervezet egyik áldozata.

## Élete
Aszaád Tadmurban (ősi neve: Palmüra) látta meg a napvilágot és élete nagy részét is ott élte le, tizenegy gyermeke született, hat fiú és öt lány, egyiket Zénobia palmürai királynőjéről nevezett el. 1963-tól dolgozott régészként, és a palmürai ásatások vezetőjeként. Csatlakozott amerikai, lengyel, német, francia és svájci régészeti missziókhoz is. Aszaád munkásságának köszönheti Palmüra, hogy az UNESCO világörökség része lehetett. Folyékonyan beszélt arámi nyelven, 2011-ig rendszeresen fordított írásokat. 2001-ben, munkássága során, jelentős ezüst leleteket talált, a hatodik és hetedik században élt I. Huszrau és II. Huszrau szászánida uralkodók idejéből.  2003-ban a lengyel-szír kutatócsoport tagjaként felfedezett egy 3. századi mozaiktáblát, ami egy embert és egy madarat ábrázolt. 2003-ban nyugdíjba vonult, Walid nevű fia vette át a helyét. 1954-ben belépett a Baasz Pártba, és Bassár el-Aszad hűséges támogatója volt.

## Halála
2015 májusában, Tadmur (Palmüra) az Iszlám Állam irányítása alá került. 2015 júniusban az Iszlám Állam terroristái, mivel összeegyeztethetetlennek gondolták az iszlám vallással, két ókori mauzóleumot felrobbantottak Palmürában, ezért Aszaád több száz ókori szobrot rejtett el biztonságos helyre a terroristák elől, nehogy megsemmisítsék őket. Mivel Aszaád nem árulta el, hogy hova rejtette a régészeti leleteket és kincseket, ezért a terroristák, 2015. augusztus 18-án, nyilvánosan kivégezték (lefejezték), és testét egy római kori oszlopra kötözték.

## Kitüntetések
- Lengyelország – Érdemrend (1998)[8]

## Lásd még
- Lefejezték Szíria legkiválóbb régészét
- – Az Iszlám Állam lefejezte Palmüra főrégészét
- Origo – Neves archeológust fejeztek le Palmürában - nem árulta el, hova rejtették a kincseket – Neves archeológust fejeztek le Palmürában – nem árulta el, hova rejtették a kincseket

## Fordítás
- Ez a szócikk részben vagy egészben  a   Khaled al-Asaad című angol Wikipédia-szócikk fordításán alapul.  Az eredeti cikk szerkesztőit annak laptörténete sorolja fel. Ez a jelzés csupán a megfogalmazás eredetét és a szerzői jogokat jelzi, nem szolgál a cikkben szereplő információk forrásmegjelöléseként.